# چلیابینسک
چلیابینسک (به روسی: Челябинск) شهری در مرکز روسیه و در اوبلاست چلیابینسک واقع شده‌است.
چلیابینسک، یکی از آلوده‌ترین مناطق این کشور است. علت آن هم آتش‌سوزی دائمی در معدن زغال سنگی از دوره اتحاد شوروی است که هم‌اکنون تعطیل شده و دود حاصل از این آتش‌سوزی هوا را آلوده می‌کند.